# ژانر فیلم
گونه یا ژانر فیلم (به فرانسوی: Genre de Film) برای دسته‌بندی فیلم‌ها بر اساس شباهت‌های موضوعی و داستانی که فیلم بر آن‌ها بنا شده‌است، به کار می‌رود.
ژانر (genre) در اصل واژه‌ای فرانسوی به معنی طبقه، دسته و نوع است.
 
بیشتر نظریات در باب ژانر فیلم‌ها از مفاهیم نقد ژانر ادبی وام گرفته شده‌است. با توجه به موضوع ژانر در متن ادبی، روش‌های مختلفی برای برخورد با مسئلهٔ ژانر و تعریف و دسته‌بندی آن‌ها وجود دارد. علاوه بر تفاوت اصلی بین ژانر مستند و داستانی در فیلم، ژانر می‌تواند در گونه‌های دیگری نیز تقسیم‌بندی شود.
بری کیت گرانت در کتاب «ژانرهای سینمایی» می‌نویسد: «فیلم‌های ژانری، به زبان ساده، فیلم‌های تجاری بلندی‌اند که از راه تکرار و تنوع‌بخشی، داستان‌هایی آشنا را با شخصیت‌هایی آشنا و در موقعیت‌هایی آشنا تعریف می‌کنند.» رافائل موآن تأکید دارد که ژانر سینمایی مفهومی آشناست برای تمام بینندگانی که می‌خواهند فیلم‌های مورد علاقه‌شان را انتخاب کنند، فیلمی را در چند کلمه برای دوست‌شان شرح بدهند یا چند مجموعه فیلم را با خصوصیات مشترک شناسایی، مشخصه‌پردازی و متمایز کنند. استوارت ویتیلا ژانر حادثه و ماجرا را به گونه‌ای تعریف می‌کند که درنهایت با نبرد نهایی خیر و شر به پایان می‌رسد. این نبرد مسئله اصلی ژانر است. او ژانر درام را برخلاف دیگر گونه‌ها چیزی غیر از سرگرمی محض می‌داند و می‌گوید: «ما از درام برای نگریستن به موضوع‌هایی استفاده می‌کنیم که مستقیماً بر زندگی ما تأثیر می‌گذارند (خشونت، نژادپرستی، آلودگی هوا، حقوق کارگران و غیره)». در درام دو حق در برابر هم می‌ایستند. فیلم‌های همشهری کین، پدرخوانده، و مردم عادی نمونه‌های مشخص این ژانر هستند.

## تعریف و واژه‌شناسی

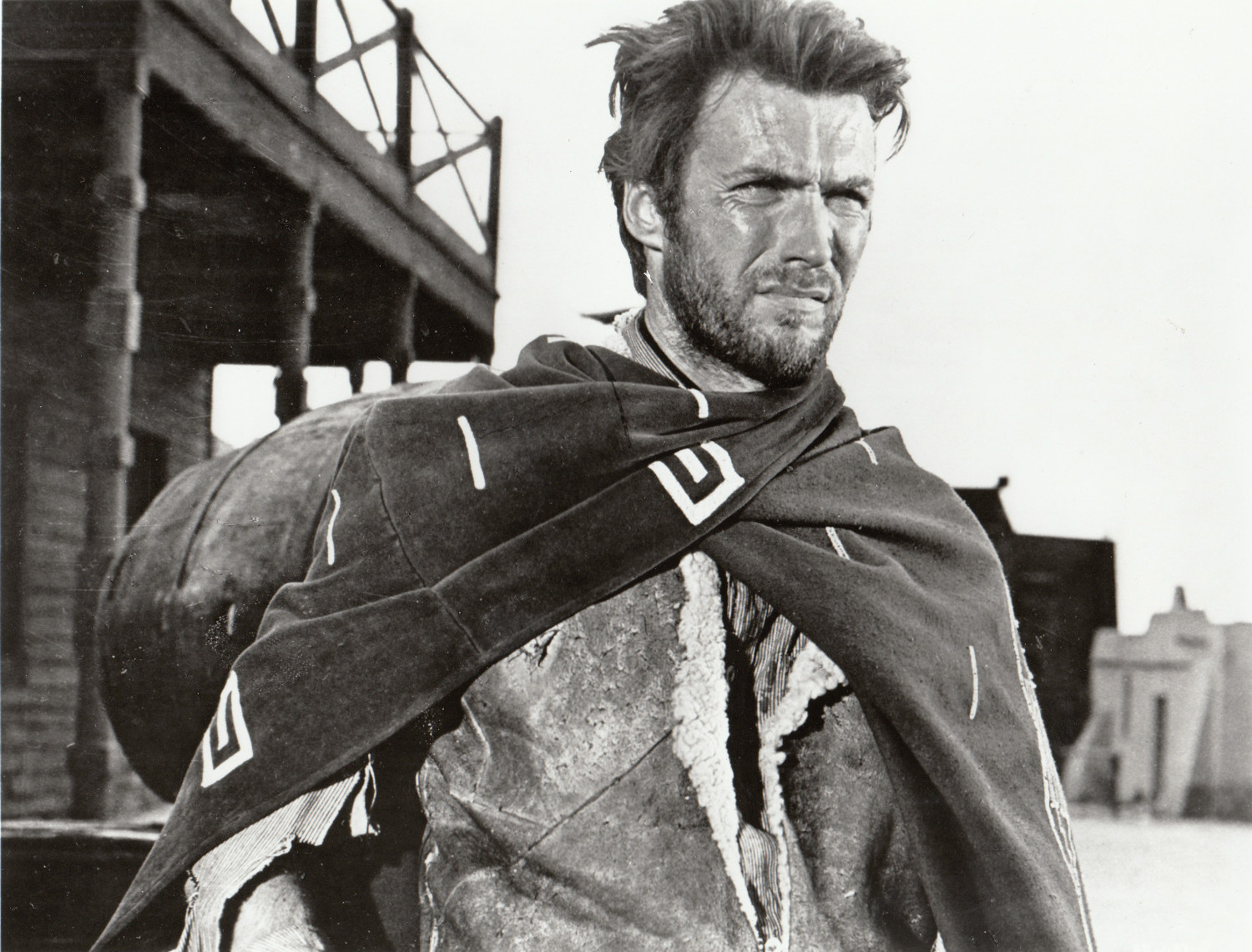
فیلم‌های وسترن گونه‌ای است که «در غرب آمریکا اتفاق می‌افتند که روح، مبارزه و نابودی مرزهای جدید را تجسم می‌دهند». تصویر: کلینت ایستوود در فیلم وسترن اسپاگتی به خاطر یک مشت دلار (۱۹۶۴).

فیلم‌های داستانی اکثراً بر اساس موقعیت، موضوع، حالت و قالب دسته‌بندی می‌شوند. منظور از موقعیت محیط و اجتماعی است که داستان در آن اتفاق می‌افتد. تم یا موضوع اشاره به مفاهیم و مباحثی می‌کند که فیلم حول‌وحوش آن می‌گردد و در آن باره داستان خویش را بیان می‌کند. به لحن احساسی فیلم حالت می‌گویند. قالب نیز به روشی که فیلم تصویربرداری شده اشاره می‌کند (مثل عدسی آنامورفیک) یا طرق دیگر ارائهٔ تصویر (مثل فیلم‌های ۳۵ م. م، ۱۶ م. م یا ۸ م. م). روش دیگر دسته‌بندی ژانرهای فیلم بر اساس هدف حضار است. بعضی از نظریه‌پردازان فیلم به دو مؤلفهٔ قالب و هدف مخاطب در دسته‌بندی ژانر اعتقاد ندارند.
اکثر اوقات شاخه‌بندی ژانرهای فیلم به زیرژانرها منتهی می‌شود. بعضی اوقات ژانر دوگانه‌ای از ترکیب دو ژانر تعریف می‌شود مثلاً ژانر فیلم از نوع وحشت و علمی-تخیلی برای فیلم بیگانگان.
مفهوم ژانر، برگرفته از کلمه‌ای فرانسوی به معنای «نوع»، «دسته» و مشتق از واژهٔ لاتین genus است. تا پیش از قرن بیستم نام‌های ژانری به عنوان رده‌هایی عام برای تنظیم و دسته‌بندی شمار زیادی از متون، کاربرد گسترده‌ای داشتند. به‌ویژه این مفهوم نقش مهمی در طبقه‌بندی و ارزش‌گذاری ادبیات ایفا کرده بود.
در بررسی‌های ادبی، اصطلاح ژانر به اشکال مختلف به کار می‌رود تا به تمایزهای میان انواع متن اشاره کند:
نوع نمایشی (حماسی/تغزلی/دراماتیک)، نوع رابطه با واقعیت (داستانی/غیرداستانی)، نوع پی‌رنگ (کمدی/ تراژدی)، ماهیت محتوا (رمان احساساتی/رمان تاریخی/رمان ماجرایی) و …
جنت استیگر ادعا می‌کند که ژانر فیلم می‌تواند به چهار روش تعیین شود: «شیوهٔ ایدئالیستی» در مورد فیلم با استانداردهای از پیش تعیین شده قضاوت می‌کند. «شیوهٔ تجربی» با مقایسهٔ فیلم با فیلم‌هایی که در حال حاضر به‌طور قطعی به ژانری اختصاص داده شده‌اند. «شیوهٔ مقدم» با استفاده از مؤلفه‌های ژانری که قبلاً تعریف شده‌اند. «شیوهٔ قرارداد اجتماعی» بر اساس توافقات موجود درون‌اجتماعی به بررسی این کار می‌پردازد. جیم کولینز ادعا می‌کند که از ۱۹۸۰، فیلم‌های هالیوود تحت تأثیر تمایل به «پیوندزنی طعنه‌زنانه» بوده‌اند، که کارگردان‌ها در آن مؤلفه‌های ژانرهای مختلف را آن‌چنان‌که در داستان‌های علمی-گانگستری می‌بینیم با هم ترکیب کنند.
ژانر معمولاً عبارت مبهمی است که هیچ مرز مشخصی ندارد. خیلی از کارها در یک ژانر نمی‌گنجند و ترکیبی از چندین ژانر هستند. بر این اساس رابرت استم در کتاب نظریهٔ فیلم خود ذکر می‌کند که بیشتر از آن که ژانر مفهومی موجود باشد تنها ساخته و پرداختهٔ منتقدان است. استم پرسش می‌کند که آیا «ژانر واقعاً هویت بیرونی دارد یا نه حاصل ذهن تحلیلگران است؟» او به خوبی سؤال می‌کند که آیا «طبقه‌بندی متناهی از ژانرها وجود دارد یا آن‌ها ذاتاً نامحدودند؟» یا این که آیا «ژانر تحت‌فرهنگ است یا فرافرهنگ؟» استم همچنین سؤال می‌کند که آیا «تحلیل ژانر به موجودیت تشریحی یا تجویزی کمک می‌کند؟» در حالی که بعضی از ژانرها بر اساس محتوای داستان هستند (فیلم جنگی)، بعضی دیگر وام‌گرفتهٔ ادبیات اند (کمدی، ملودرام) و بعضی از رسانه‌های دیگر (فیلم موزیکال). بعضی‌ها مبتنی بر عوامل کارند (فیلم‌های استیر راجرز) بعضی بر مبنای بودجهٔ بمب‌افکن‌ها، حال آن که بعضی دیگر بر اساس جنبهٔ هنری فیلم هستند (فیلم هنری)، بعضی بر اساس وضعیت نژادی (سینمای سیاهان)، بعضی بر اساس مکان (وسترن) یا گرایش‌های جنسی فیلم (فیلم‌های همجنس‌گرایانه).
بسیاری از ژانرها بر اساس مخاطبان و منشوراتی که از آن‌ها حمایت می‌کنند مثل نشریات و سایت‌ها، ساخته شده‌اند. تقسیم‌بندی فیلم به ژانر تقریباً ناموفق بوده‌است. بر همین اساس می‌توان گفت که ژانر‌بندی فیلم برای اماکن فروش فیلم، نقد فیلم و بازار مصرف مناسب هستند. رایزن داستانی هالیوود، جان تروبی اظهار می‌کند که «…شما بایستی ورای فرم ژانر بروید تا بتوانید به مخاطبتان احساس لذت و شگفت‌زدگی بدهید.» بعضی از فیلم‌نامه‌نویسان از ژانر برای بیان نوع «طرح یا محتوای متن اثرشان» استفاده می‌کنند. ممکن است که فیلم‌های یک ژانر به‌خصوص را مطالعه کرده‌اند. این روشی است که فیلم‌نامه‌نویسان قادرند تا مؤلفه‌های یک فیلم موفق را برداشته و آن‌ها را در اثر خودشان تکرار کنند. این کار باعث کاهش ابتکار در فیلم‌نامه است. بر اساس گفتهٔ تروبی، «نویسندگان به اندازهٔ کافی در مورد ژانر موردنظری می‌دانند اما طریقهٔ پیچاندن کار را برای ضربه‌های بکر و هیجان‌انگیز بلد نیستند.»
فیلم‌نامه‌نویسان اکثراً تلاش می‌کنند که مؤلفه‌هایی در کارهایشان از کارهای گذشته موجود باشد و هیجان به عنوان مؤلفه‌ای که داستان فیلم را مطلوب می‌سازد در کارهای گذشته مشهود است. به عنوان مثال فیلم وسترن اسپاگتی اروپایی در اجتناب کردن از گفتگوهای بیش از حد ژانر وسترن
پیش از ۱۹۱۰ در آمریکا، توزیع‌کنندگان و نمایش‌دهندگان معمولاً یک صفت خاص و یک اسم عام را برای توصیف نوع فیلم به کار می‌بردند (مانند «کمدی تعقیب»، «ملودرام وسترن»). در دورهٔ متأخرتر نیز تنها همان صفت بود؛ مثلاً اسلپ استیک (کمدی بزن‌وبکوب)، فارس، برلسک به جای این که صرفاً گونه‌هایی از کمدی باشند بدل به ژانرهایی جداگانه شده بودند. اما به‌تدریج و به‌ویژه با مستحکم‌تر شدن پایه‌های نظام استودیویی اصطلاحات ژانری نیز طبقه‌بندی و قانون‌مندتر شدند.
همهٔ موارد بالا اشاره به مبناهای تولید فیلم دارند. اما می‌توان به گونه یا ژانر از منظر دریافت نگاه کرد. به این معنی که بینندگان سفارش‌دهندهٔ ژانرها در مسیر تاریخ فیلم بوده‌اند. در واقع ژانر یک متن کامل نشده‌است که در چندین فیلم و بر اساس انتظارات برآورده نشدهٔ بینندگان بر پایهٔ یک تصویر پیوسته و گسسته، شبیه به رنگین کمان، دریافت می‌شود (از کتاب  گونهٔ سینمایی، لحن و نظام ارزشی نوشته‌ی علیرضا کاوه)  و زمینهٔ انتقالی هم دارد اما عینیت و جسمانیت ندارد.

## ژانرها در کتاب مقدس
کتاب مقدس در طول تاریخ، منبع الهام بسیاری از داستان‌ها و فیلم‌ها بوده است. از داستان‌های حماسی و مذهبی گرفته تا برخی از روایت‌های عاشقانه و تراژیک، می‌توان ردپای روایت‌های کتاب مقدس را مشاهده کرد.

## فهرست ژانرها
| ژانر        | شرح | زیر ژانرها | مثال‌ها |
| ----------- | --- | --- | --- |
| اکشن        | مرتبط با انواع خاصی از نمایش (از جمله انفجار، تعقیب، مبارزه) | - فاجعه - خونریزی قهرمانانه: با دنباله‌های اکشن و موضوعاتی مانند وظیفه، برادری، افتخار و رستگاری تعریف می‌شود. - رزمی: تمرکز بر هیجان و ارزش‌های هنرهای رزمی - جاسوسی: تمرکز بر هیجان و سرگرمی جاسوسی و نه جنبه‌های سیاسی یا روانی. - ابرقهرمانی | - قاتل (۱۹۸۹) - سرسخت (۱۹۹۲) - فیلم‌های جیمز باند - فیلم‌های مأموریت غیرممکن                                          |
| ماجراجویی   | متضمن روایتی است که با یک سفر (اغلب شامل نوعی از تعقیب) تعریف می‌شود و معمولاً در یک محیط فانتزی یا عجیب و غریب قرار دارد. به‌طور معمول، هرچند نه همیشه، چنین داستان‌هایی شامل روایت جستجویی هستند. تأکید غالب بر خشونت و مبارزه در فیلم‌های اکشن تفاوت معمولی بین این دو ژانر است.                                                                                       | - دزدان دریایی - شمشیربه‌دستان - سامورایی | - لورنس عربستان (۱۹۶۲) - مهاجمان صندوق گمشده (۱۹۸۱)                                                                 |
| پویانمایی   | رسانه‌ای که در آن تصاویر فیلم در درجهٔ اول با رایانه یا دست ایجاد می‌شوند و به شخصیت‌ها توسط بازیگران صدا داده می‌شوند. انیمیشن در غیر این صورت می‌تواند هر گونه ژانر زیر ژانری را در خود جای دهد و اغلب خود به عنوان یک ژانر اشتباه گرفته می‌شود. | - پویانمایی رایانه‌ای - کات اوت - پویانمایی لایو-اکشن - استاپ‌موشن - پویانمایی خمیری - سل انیمیشن | - پری دریایی کوچولو (۱۹۸۹) - هتل ترانسیلوانیا - گیسوکمند - چیپ و دیل: تکاوران نجات(۲۰۲۲) - فرمانروایان مقدس (۲۰۰۶)  |
| طنز         | با رویدادهایی تعریف می‌شود که در درجهٔ اول برای خنداندن مخاطب طراحی شده‌است. | - فیلم اکشن - فیلم کمدی - کمدی سیاه - مستندنما - فیلم نقیضه (شامل فیلم نقیضه) - کمدی رمانتیک - کمدی بزن‌بکوب | - مجموعه فیلم‌های ساعت شلوغی - توپ‌های فضایی (۱۹۸۷) - این اسپینال تپ است (۱۹۸۴) - عصر جدید (۱۹۳۶) - به سوی غرب (۱۹۳۷) |
| درام        | متمرکز بر احساسات و تعریف شده توسط تعارض، اغلب به دنبال واقعیت است تا احساسی. | - درام حقوقی - درام پزشکی - ملودرام - درام سیاسی - مستند درام - درام نوجوان | - مارتی (۱۹۵۵) - پدرخوانده (۱۹۷۲) - کریمر علیه کریمر (۱۹۷۹) - بچه جایگزین (۲۰۰۸)                                    |
| فانتزی      | فیلم‌هایی که در یک دنیای خیالی تعریف می‌شوند و فراتر از قانون طبیعی می‌روند. این گونهٔ فیلم شامل روایاتی هستند که غالباً از اسطوره انسان‌ها الهام گرفته شده‌است. این ژانر معمولاً شامل مفاهیم غیر علمی مانند جادو، موجودات افسانه ای، و عناصر ماوراء طبیعی است. | - خیال‌پردازی معاصر - خیال‌پردازی تاریک - خیال‌پردازی حماسی - خیال‌پردازی شهری | - هری پاتر - هزارتوی پن (۲۰۰۶) - جیسن و آرگونات‌ها (۱۹۶۳)                                                            |
| فیلم تاریخی | فیلم‌هایی که بازنمایی روایات تاریخی را ارائه می‌دهند یا روایت‌های تخیلی را که در یک تصویر دقیق از یک محیط تاریخی قرار گرفته‌اند را به تصویر می‌کشند. | - تاریخ جایگزین - فیلم زندگی‌نامه‌ای - فیلم حماسی - رویداد تاریخی - داستان تاریخی - درام تاریخی | - لینکلن (۲۰۱۲) - اگه می‌تونی منو بگیر (۲۰۰۲) - اسپارتاکوس (۱۹۶۰) - تایتانیک (۱۹۹۷) - حرامزاده‌های لعنتی (۲۰۰۹)       |
| ترسناک      | فیلم‌هایی که برای اهداف سرگرم‌کننده به دنبال ایجاد ترس یا انزجار در مخاطب هستند. | - ویدئوی پیداشده - فیلم‌های ارواح - فیلم هیولایی - فیلم‌های خون‌آشام - فیلم‌های گرگینه - فیلم اسلشر - فیلم اسپلاتر - فیلم زامبی | - روانی (۱۹۶۰) - آنابل (۲۰۱۴) - آن (۲۰۱۷) - ایکس (۲۰۲۲) - شان می‌میرد (۲۰۰۴)                                         |
| علمی تخیلی  | فیلم‌ها با ترکیبی از حدس و گمان تخیل آمیز و یک فرض علمی یا تکنولوژیکی، با استفاده از تغییرات و مسیر تکنولوژی و علم تعریف می‌شوند. این ژانر اغلب شامل فضا، زیست‌شناسی، انرژی، زمان و هر علم قابل مشاهدهٔ دیگر است. | - فیلم دیستوپی - آخرالزمانی و پسا-آخرالزمانی - نظامی‌گری علمی تخیلی - فیلم استیم‌پانک - فناوری نوآر - فیلم آرمان شهر - اپرای فضایی | - ۱۲ میمون (۱۹۹۵) - سرزمین فردا (۲۰۱۵) - فرزندان انسان (۲۰۰۶) - بلید رانر (۱۹۸۲) - قلعه متحرک هاول (۲۰۰۴)           |
| دلهره‌آور    | فیلم‌هایی که هیجان و تعلیق را در مخاطب برمی‌انگیزد. عنصر تعلیقی که در پلان‌های بیشتر فیلم‌ها یافت می‌شود، به ویژه توسط فیلمساز در این ژانر مورد بهره‌برداری قرار می‌گیرد. تنش با به تعویق انداختن چیزی که مخاطب آن را اجتناب‌ناپذیر می‌بیند، ایجاد می‌شود و از طریق موقعیت‌های تهدیدآمیز و رساندن داستان به جایی که فرار غیرممکن به نظر می‌رسد، تقویت می‌شود.                     | - تریلر روان‌شناختی - فیلم معمایی - تکنو تریلر | - میزری (۱۹۹۰) - باشگاه مبارزه (۱۹۹۹) - هیئت منصفه فراری (۲۰۰۳) - نامتعادل (۲۰۲۰)                                   |
| وسترن       | ژانری که در آن فیلم‌ها در غرب ایالات متحده آمریکا در طول قرن ۱۹ تنظیم می‌شوند و تجسم «روح، مبارزه و مرگ غرب وحشی جدید» را به تصویر می‌کشند». این فیلم‌ها اغلب با سوارکاری، تعاملات خشونت‌آمیز یا بدون خشونت با قبایل بومیان آمریکا، هفت‌تیرکشی، و فناوری ایجاد شده در طول انقلاب صنعتی نمایش داده می‌شوند.                                                                  | - وسترن - ضد وسترن - وسترن اسپاگتی | - خوب، بد، زشت (۱۹۶۶) - شجاعت واقعی (۱۹۶۹) - توم‌استون (۱۹۹۳) - یک میلیون راه برای مردن در غرب (۲۰۱۴)                |
| مستند       | فیلم‌های مستند با رویکردی واقع‌گرایانه و غیرداستانی به ثبت و بررسی جنبه‌های مختلف زندگی، رویدادهای تاریخی، پدیده‌های اجتماعی، علمی یا فرهنگی می‌پردازند و اغلب با استفاده از تصاویر واقعی، مصاحبه‌ها، مستندات و گاهی بازسازی‌های دقیق، سعی در ارائه‌ی تحلیلی صادقانه و عینی از موضوع مورد نظر دارند، بدون آن‌که از عناصر تخیلی یا نمایشی رایج در سینمای داستانی استفاده کنند. | - تاریخی - علمی و فناوری - طبیعت و حیات وحش - اجتماعی و سیاسی - جنایی - هنری و فرهنگی - ورزشی - مذهبی و معنوی - پزشکی و روانشناسی - غذایی و آشپزی - سفر و ماجراجویی - موسیقی                                                                 | - رؤیاهای حلقه ۱۹۹۴ - سایز فوق‌العاده من ۲۰۰۴ - فارنهایت ۹/۱۱ ۲۰۰۴                                                   |